# أتسوشي ماتسورا (لاعب كرة قدم مواليد 1982)
أتسوشي ماتسورا (باليابانية: 松浦 淳) (10 يناير 1982 في هيروشيما في اليابان – )؛ هو لاعب كرة قدم ياباني سابق كان يلعب كمهاجم.

## وصلات خارجية
- أتسوشي ماتسورا على موقع رابطة كرة القدم اليابانية للمحترفين (اليابانية)